# Copa Panamericana de Voleibol Femenino Sub-20 de 2017
La Copa Panamericana de Voleibol Femenino Sub-20 de 2017 fue la IV edición de este torneo de selecciones femeninas de voleibol categoría sub-20 pertenecientes a la NORCECA y a la Confederación Sudamericana de Voleibol (CSV), se llevó a cabo del 8 al 13 de mayo de 2017 en San José, Costa Rica.
El certamen fue organizado por la Federación Costarricense de Voleibol (FECOVOL) bajo la supervisión de la Unión Panamericana de Voleibol (UPV) y otorgó dos cupos para el Campeonato Mundial de Voleibol Femenino Sub-20 de 2017, uno para el equipo mejor posicionado de Norceca (excepto República Dominicana, que previamente ya había obtenido su clasificación) y otro para el equipo mejor posicionado de la CSV al culminar la competencia. Argentina, por parte de la CSV, y Estados Unidos, en representación de la Norceca, fueron las selecciones que llegaron a la final del torneo y de ese modo obtuvieron los dos cupos.
El anfitrión Costa Rica no tuvo una buena participación y quedó en el noveno y último lugar de la clasificación final mientras que el campeón defensor República Dominicana no pudo revalidar su título y terminó ubicado en el séptimo puesto.
En su primera participación en una Copa Panamericana Femenina Sub-20 Estados Unidos se quedó con el campeonato y la medalla de oro al derrotar en la final a la selección de Argentina por tres sets a cero. Por su parte, Argentina llegó por segunda vez consecutiva a la final de torneo repitiendo así la medalla de plata lograda en la Copa Panamericana de Voleibol Femenino Sub-20 de 2015. Completó el podio la selección de Cuba que derrotó a Puerto Rico en el partido por el tercer lugar, esta es la segunda medalla de bronce conseguida por Cuba en la historia del torneo tras la ganada en el año 2011 en la primera edición de la Copa Panamericana de Voleibol Femenino Sub-20.

## Organización
La organización del certamen estuvo a cargo del Comité Organizador encabezado por Edgar Alvarado, presidente de la Federación Costarricense de Voleibol (FECOVOL) y de la Asociación de Federaciones CentroAmericanas de Voleibol (AFECAVOL).

### País anfitrión y ciudad sede
| San JoséSan José, ciudad sede de la Copa Panamericana de Voleibol Femenino Sub-20 de 2017. | San José                     |
| ------------------------------------------------------------------------------------------ | ---------------------------- |
| San JoséSan José, ciudad sede de la Copa Panamericana de Voleibol Femenino Sub-20 de 2017. | Gimnasio Nacional            |
| San JoséSan José, ciudad sede de la Copa Panamericana de Voleibol Femenino Sub-20 de 2017. | Capacidad: 4500 espectadores |
| San JoséSan José, ciudad sede de la Copa Panamericana de Voleibol Femenino Sub-20 de 2017. |                              |

En noviembre de 2016 la Norceca anunció a Costa Rica como sede del torneo en su calendario de competencias para el año 2017. Todos los partidos se desarrollaron en el Gimnasio Nacional ubicado en la ciudad de San José, capital de Costa Rica.
Además, la organización del evento habilitó el Polideportivo de San Francisco de Dos Ríos como sala de entrenamiento para las selecciones participantes mientras que el Hotel Park Inn fue el lugar de concentración de las delegaciones.

### Formato de competición
El torneo se desarrolla dividido en dos fases: una fase preliminar o fase de grupos y una fase final.
En la primera fase las 9 selecciones fueron repartidas en tres grupos de 3 equipos cada uno, en cada grupo se jugó con un sistema de todos contra todos y los equipos fueron clasificados de acuerdo a los siguientes criterios:
1. Partidos ganados.
2. Puntos obtenidos, los cuales son otorgados de la siguiente manera (de acuerdo a los artículos 9.4 y 9.5 del reglamento de la competición):[7]
  - Partido con resultado final 3-0: 5 puntos al ganador y 0 puntos al perdedor.
  - Partido con resultado final 3-1: 4 puntos al ganador y 1 puntos al perdedor.
  - Partido con resultado final 3-2: 3 puntos al ganador y 2 puntos al perdedor.
3. Proporción entre los puntos ganados y los puntos perdidos (Puntos ratio).
4. Proporción entre los sets ganados y los sets perdidos (Sets ratio).
5. Si el empate persiste entre dos equipos se le da prioridad al equipo que haya ganado el último partido entre los equipos implicados.

Al culminar los partidos de la fase preliminar todos los equipos pasaron a la fase final aunque a distintas instancias según la ubicación lograda en sus respectivos grupos.
Los equipos que culminaron en el tercer lugar de su grupo disputaron la clasificación de séptimo al noveno puesto, los dos terceros con el peor rendimiento se enfrentaron entre sí y el ganador de este partido disputó con el otro tercero el partido por el séptimo y octavo puesto.
Los dos primeros lugares con el mejor rendimiento clasificaron directamente a las semifinales, mientras que el primer lugar restante y los tres segundos lugares clasificaron a los cuartos de final. Los ganadores de los cuartos de final clasificaron a las semifinales mientras que los perdedores pasaron a jugar el partido por el quinto y sexto puesto. Finalmente los equipos que resultaron perdedores en las semifinales disputaron el partido por el tercer y cuarto puesto mientras que los semifinalistas ganadores clasificaron a la final, partido en el cual se definió al campeón del torneo.

## Equipos participantes
Un mínimo de 8 equipos se clasificaron o fueron invitados para participar en el torneo: los cuatro mejores equipos del Campeonato NORCECA de Voleibol Femenino Sub-20 de 2016 que no hayan clasificado al mundial sub-20 de 2017, y los tres mejores equipos del Campeonato Sudamericano de Voleibol Femenino Sub-20 de 2016 que tampoco obtuvieron su clasificación a la copa mundial.
En un inicio se tenía prevista la participación de México pero este declinó su participación y fue reemplazado por Chile. Además, República Dominicana también decidió participar pese a que ya había logrado su clasificación al mundial vía el torneo continental Norceca de la categoría. De esta manera, los equipos participantes fueron nueve.
NORCECA (Confederación del Norte, Centroamérica y del Caribe):
- Costa Rica (local)
- Cuba
- Estados Unidos
- Puerto Rico
- República Dominicana

CSV (Confederación Sudamericana de Voleibol):
- Argentina
- Chile
- Perú
- Uruguay

### Conformación de los grupos
Los 9 equipos participantes fueron distribuidos en 3 grupos de 3 equipos cada uno. En su calidad de anfitrión, Costa Rica tuvo la posibilidad de elegir el grupo al cual pertenecer como cabeza de serie, las demás selecciones fueron distribuidas haciendo uso del sistema serpentín y acuerdo a su posición en el ranking mundial femenino FIVB sub-20 vigente al mes de enero de 2017.
Costa Rica eligió ser cabeza de serie del Grupo B y luego de aplicar el procedimiento anterior los grupos quedaron conformados de la siguiente manera:
| Grupo A                                       | Grupo B                        | Grupo C         |
| --------------------------------------------- | ------------------------------ | --------------- |
| República Dominicana Estados Unidos Argentina | Costa Rica Puerto Rico Uruguay | Perú Cuba Chile |

## Resultados

### Fase preliminar
– Clasificados a semifinales;      – Clasificados a cuartos de final;      – Pasan a disputar la clasificación del 7.º al 9.º puesto.

#### Grupo A
|      |                      | Partidos | Partidos | Partidos |      | Sets | Sets | Sets  | Puntos | Puntos | Puntos |
| Pos. | Equipo               | PJ       | PG       | PP       | Pts. | SG   | SP   | Ratio | PG     | PP     | Ratio  |
| ---- | -------------------- | -------- | -------- | -------- | ---- | ---- | ---- | ----- | ------ | ------ | ------ |
| 1    | Estados Unidos       | 2        | 2        | 0        | 8    | 6    | 2    | 3.000 | 186    | 178    | 1.044  |
| 2    | Argentina            | 2        | 1        | 1        | 6    | 4    | 3    | 1.333 | 163    | 145    | 1.124  |
| 3    | República Dominicana | 2        | 0        | 2        | 1    | 1    | 6    | 0.166 | 145    | 171    | 0.847  |

| Fecha      | Hora  | Equipo 1             | Res.  | Equipo 2             | Set 1 | Set 2 | Set 3 | Set 4 | Set 5 | Total   | Reporte |
| ---------- | ----- | -------------------- | ----- | -------------------- | ----- | ----- | ----- | ----- | ----- | ------- | ------- |
| 8 de mayo  | 17:30 | Argentina            | 3 – 0 | República Dominicana | 25-17 | 25-18 | 25-20 |       |       | 75 – 55 | P2 P3   |
| 9 de mayo  | 19:30 | Estados Unidos       | 3 – 1 | Argentina            | 25-23 | 25-19 | 15-25 | 25-21 |       | 90 – 88 | P2 P3   |
| 10 de mayo | 17:30 | República Dominicana | 1 – 3 | Estados Unidos       | 22-25 | 25-21 | 22-25 | 21-25 |       | 90 – 96 | P2 P3   |

#### Grupo B
|      |             | Partidos | Partidos | Partidos |      | Sets | Sets | Sets  | Puntos | Puntos | Puntos |
| Pos. | Equipo      | PJ       | PG       | PP       | Pts. | SG   | SP   | Ratio | PG     | PP     | Ratio  |
| ---- | ----------- | -------- | -------- | -------- | ---- | ---- | ---- | ----- | ------ | ------ | ------ |
| 1    | Puerto Rico | 2        | 2        | 0        | 10   | 6    | 0    | MAX   | 150    | 102    | 1.470  |
| 2    | Uruguay     | 2        | 1        | 1        | 4    | 3    | 4    | 0.750 | 147    | 163    | 0.901  |
| 3    | Costa Rica  | 1        | 0        | 1        | 1    | 1    | 6    | 0.166 | 141    | 173    | 0.815  |

| Fecha      | Hora  | Equipo 1   | Res.  | Equipo 2    | Set 1 | Set 2 | Set 3 | Set 4 | Set 5 | Total   | Reporte |
| ---------- | ----- | ---------- | ----- | ----------- | ----- | ----- | ----- | ----- | ----- | ------- | ------- |
| 8 de mayo  | 19:30 | Costa Rica | 1 – 3 | Uruguay     | 21-15 | 18-25 | 25-22 | 24-26 |       | 88 – 98 | P2 P3   |
| 9 de mayo  | 15:30 | Uruguay    | 0 – 3 | Puerto Rico | 16-25 | 19-25 | 14-25 |       |       | 49 – 75 | P2 P3   |
| 10 de mayo | 19:30 | Costa Rica | 0 – 3 | Puerto Rico | 19-25 | 19-25 | 15-25 |       |       | 53 – 75 | P2 P3   |

#### Grupo C
|      |        | Partidos | Partidos | Partidos |      | Sets | Sets | Sets  | Puntos | Puntos | Puntos |
| Pos. | Equipo | PJ       | PG       | PP       | Pts. | SG   | SP   | Ratio | PG     | PP     | Ratio  |
| ---- | ------ | -------- | -------- | -------- | ---- | ---- | ---- | ----- | ------ | ------ | ------ |
| 1    | Cuba   | 2        | 2        | 0        | 9    | 6    | 1    | 6.000 | 173    | 131    | 1.320  |
| 2    | Perú   | 2        | 1        | 1        | 6    | 4    | 3    | 1.333 | 166    | 157    | 1.057  |
| 3    | Chile  | 2        | 0        | 2        | 0    | 0    | 6    | 0.000 | 99     | 150    | 0.660  |

| Fecha      | Hora  | Equipo 1 | Res.  | Equipo 2 | Set 1 | Set 2 | Set 3 | Set 4 | Set 5 | Total   | Reporte |
| ---------- | ----- | -------- | ----- | -------- | ----- | ----- | ----- | ----- | ----- | ------- | ------- |
| 8 de mayo  | 15:30 | Cuba     | 3 – 0 | Chile    | 25-17 | 25-11 | 25-12 |       |       | 75 – 40 | P2 P3   |
| 9 de mayo  | 17:30 | Chile    | 0 – 3 | Perú     | 23-25 | 16-25 | 20-25 |       |       | 59 – 75 | P2 P3   |
| 10 de mayo | 15:30 | Perú     | 1 – 3 | Cuba     | 27-29 | 24-26 | 25-18 | 15-25 |       | 91 – 98 | P2 P3   |

### Fase final

#### Clasificación 7.º al 9.º puesto
|  | Partido 9.º puesto | Partido 9.º puesto | Partido 9.º puesto   |       |   | Partido 7.º y 8.º puesto | Partido 7.º y 8.º puesto | Partido 7.º y 8.º puesto |  |
|  |                    |                    |                      |       |   |                          |                          |                          |  |
|  |                    |                    |                      |       |   |                          |                          |                          |  |
|  |                    |                    |                      |       |   |                          |                          |                          |  |
|  |                    |                    |                      |       |   |                          |                          |                          |  |
|  |                    |                    |                      |       |   |                          |                          |                          |  |
|  |                    | 3B                 | República Dominicana | 3     |   |                          |                          |                          |  |
|  |                    |                    |                      | 3     |   |                          |                          |                          |  |
|  |                    |                    | 3C                   | Chile | 0 |                          |                          |                          |  |
|  | 3A                 | Costa Rica         | 3C                   | Chile | 0 | 0                        |                          |                          |  |
|  | 3A                 | Costa Rica         |                      |       |   | 0                        |                          |                          |  |
|  | 3C                 | Chile              | 3                    |       |   |                          |                          |                          |  |
|  | 3C                 | Chile              | 3                    |       |   |                          |                          |                          |  |
|  |                    |                    |                      |       |   |                          |                          |                          |  |

##### Partido por el 9.º puesto
| Fecha      | Hora  | Equipo 1   | Res.  | Equipo 2 | Set 1 | Set 2 | Set 3 | Set 4 | Set 5 | Total   | Reporte |
| ---------- | ----- | ---------- | ----- | -------- | ----- | ----- | ----- | ----- | ----- | ------- | ------- |
| 11 de mayo | 19:30 | Costa Rica | 0 – 3 | Chile    | 15-25 | 8-25  | 19-25 |       |       | 42 – 75 | P2 P3   |

##### Partido por el 7.º y 8.º puesto
| Fecha      | Hora  | Equipo 1             | Res.  | Equipo 2 | Set 1 | Set 2 | Set 3 | Set 4 | Set 5 | Total   | Reporte |
| ---------- | ----- | -------------------- | ----- | -------- | ----- | ----- | ----- | ----- | ----- | ------- | ------- |
| 12 de mayo | 15:30 | República Dominicana | 3 – 0 | Chile    | 25-19 | 25-17 | 25-12 |       |       | 75 – 48 | P2 P3   |

#### Clasificación 1.º al 6.º puesto
|  |                          |                          |                          |  |  | Cuartos de final | Cuartos de final | Cuartos de final |  |  | Semifinales | Semifinales    | Semifinales |  |  | Final                     | Final                     | Final                     |
|  |                          |                          |                          |  |  |                  |                  |                  |  |  |             |                |             |  |  |                           |                           |                           |
|  |                          |                          |                          |  |  |                  |                  |                  |  |  | 1C          | Cuba           | 1           |  |  |                           |                           |                           |
|  | Partido 5.° y 6.° puesto | Partido 5.° y 6.° puesto | Partido 5.° y 6.° puesto |  |  | 1A               | Estados Unidos   | 3                |  |  | 1A          | Estados Unidos | 3           |  |  |                           |                           |                           |
|  |                          |                          |                          |  |  | 2B               | Uruguay          | 0                |  |  |             |                |             |  |  | 1A                        | Estados Unidos            | 3                         |
|  | 2C                       | Perú                     | 3                        |  |  |                  |                  |                  |  |  |             |                |             |  |  | 2A                        | Argentina                 | 0                         |
|  | 2B                       | Uruguay                  | 0                        |  |  |                  |                  |                  |  |  | 1B          | Puerto Rico    | 0           |  |  |                           |                           |                           |
|  |                          |                          |                          |  |  | 2A               | Argentina        | 3                |  |  | 2A          | Argentina      | 3           |  |  | Partido 3.er y 4.º puesto | Partido 3.er y 4.º puesto | Partido 3.er y 4.º puesto |
|  |                          |                          |                          |  |  | 2C               | Perú             | 0                |  |  |             |                |             |  |  |                           |                           |                           |
|  |                          |                          |                          |  |  |                  |                  |                  |  |  |             |                |             |  |  | 1C                        | Cuba                      | 3                         |
|  |                          |                          |                          |  |  |                  |                  |                  |  |  |             |                |             |  |  | 1B                        | Puerto Rico               | 0                         |

##### Cuartos de final
Los horarios originales de los cuartos de final fueron adelantados dos horas con el fin de que el partido por el noveno puesto entre el local Costa Rica y Chile se juegue a las 19:30 en el tercer turno de la jornada del 11 de mayo.
| Fecha      | Hora  | Equipo 1       | Res.  | Equipo 2 | Set 1 | Set 2 | Set 3 | Set 4 | Set 5 | Total   | Reporte |
| ---------- | ----- | -------------- | ----- | -------- | ----- | ----- | ----- | ----- | ----- | ------- | ------- |
| 11 de mayo | 15:30 | Argentina      | 3 – 0 | Perú     | 25-16 | 25-18 | 25-19 |       |       | 75 – 53 | P2 P3   |
| 11 de mayo | 17:30 | Estados Unidos | 3 – 0 | Uruguay  | 25-10 | 25-19 | 25-17 |       |       | 75 – 46 | P2 P3   |

##### Semifinales
| Fecha      | Hora  | Equipo 1    | Res.  | Equipo 2       | Set 1 | Set 2 | Set 3 | Set 4 | Set 5 | Total    | Reporte |
| ---------- | ----- | ----------- | ----- | -------------- | ----- | ----- | ----- | ----- | ----- | -------- | ------- |
| 12 de mayo | 17:30 | Cuba        | 1 – 3 | Estados Unidos | 17-25 | 23-25 | 32-30 | 20-25 |       | 92 – 105 | P2 P3   |
| 12 de mayo | 19:30 | Puerto Rico | 0 – 3 | Argentina      | 21-25 | 11-25 | 9-25  |       |       | 41 – 75  | P2 P3   |

##### Partido por el 5.º y 6.º puesto
| Fecha      | Hora  | Equipo 1 | Res.  | Equipo 2 | Set 1 | Set 2 | Set 3 | Set 4 | Set 5 | Total   | Reporte |
| ---------- | ----- | -------- | ----- | -------- | ----- | ----- | ----- | ----- | ----- | ------- | ------- |
| 13 de mayo | 15:30 | Perú     | 3 – 0 | Uruguay  | 25-14 | 25-22 | 25-10 |       |       | 75 – 46 | P2 P3   |

##### Partido por el3.ery 4.º puesto
| Fecha      | Hora  | Equipo 1 | Res.  | Equipo 2    | Set 1 | Set 2 | Set 3 | Set 4 | Set 5 | Total   | Reporte |
| ---------- | ----- | -------- | ----- | ----------- | ----- | ----- | ----- | ----- | ----- | ------- | ------- |
| 13 de mayo | 17:30 | Cuba     | 3 – 0 | Puerto Rico | 25-18 | 25-21 | 25-20 |       |       | 75 – 59 | P2 P3   |

##### Final
| Fecha      | Hora  | Equipo 1       | Res.  | Equipo 2  | Set 1 | Set 2 | Set 3 | Set 4 | Set 5 | Total   | Reporte |
| ---------- | ----- | -------------- | ----- | --------- | ----- | ----- | ----- | ----- | ----- | ------- | ------- |
| 13 de mayo | 19:30 | Estados Unidos | 3 – 0 | Argentina | 27-25 | 25-22 | 25-22 |       |       | 77 – 69 | P2 P3   |

## Clasificación general
| Pos.              | Selección            |
| ----------------- | -------------------- |
| Medalla de oro    | Estados Unidos       |
| Medalla de plata  | Argentina            |
| Medalla de bronce | Cuba                 |
| 4                 | Puerto Rico          |
| 5                 | Perú                 |
| 6                 | Uruguay              |
| 7                 | República Dominicana |
| 8                 | Chile                |
| 9                 | Costa Rica           |

| Estados Unidos Campeón 1º título |

## Clasificados al Mundial 2017
| Bandera de Estados Unidos | Bandera de Argentina |
| Estados Unidos            | Argentina            |
| ------------------------- | -------------------- |